# Matrimonio di Don Juan Carlos e Sofia di Grecia
Il matrimonio di Don Juan Carlos e Sofia di Grecia fu celebrato il 14 maggio 1962, ad Atene; la coppia si sposò in tre cerimonie, una cattolica romana, religione dello sposo, una ortodossa, fede della sposa ed una civile, tenutosi nel Palazzo Reale. Juan Carlos e Sofia ascesero al trono di Spagna nel novembre del 1975, in seguito alla morte di Francisco Franco, allora capo di stato iberico, il quale aveva nominato il principe borbonico quale suo erede, con il titolo di principe di Spagna. Il matrimonio dei due sovrani si rivelò una triste e complicata, oltre che travagliata, unione, caratterizzata dai numerosi e differenti tradimento del re spagnolo, come la relazione con Corinna zu Sayn-Wittgenstein, forse la più famosa delle tante amanti di Juan Carlos.

## Fidanzamento

### Fidanzamento
Il primo incontro dei futuri sposi avvenne nel 1954, in occasione della "Crociera dei re", una crociera a bordo del panfilo Agamemnon per le isole greche; la regina Federica di Grecia, madre di Sofia, aveva organizzato questo evento al fine di promuovere il turismo nel paese, invitando numerose personalità reali, incoraggiando così possibili unioni tra i giovani delle case reali. Un secondo incontro tra Juan Carlos e Sofia, avvenne nel giugno 1961 a York, dove i due principi, assieme alle proprie famiglie, parteciparono al matrimonio del principe Edoardo, duca di Kent (secondo cugino di Sofia e terzo cugino di Juan Carlos) con Katharine Worsley. I futuri sposi erano lontani cugini, poiché entrambi discendevano dalla regina Vittoria: la regina Vittoria Eugenia di Spagna, nonna di Juan Carlos, era prima cugina di Sofia di Prussia, nonna di Sofia.Tre mesi dopo le nozze dei Kent, il principe spagnolo si dichiarò alla principessa greca a Losanna, residenza della nonna Vittoria Eugenia ; in quel momento Juan Carlos diede l'anello alla fidanzata, dicendo "Sofi, prendilo", ed in seguito, parlando della sua scelta matrimoniale, affermò che “Ho amato la principessa Sofia dal primo momento che l'ho vista. È una delle poche donne che conosco capace di indossare una corona reale con completa dignità  ."
Al momento del fidanzamento, la posizione di Juan Carlos era considerata abbastanza controversa per sposare una principessa di una casa regnante, in quanto egli apparteneva ad una dinastia deposta, quella dei Borbone-Spagna che era in esilio nel 1931 in seguito alla proclamazione della Seconda repubblica. I monarchici spagnola invece sostennero ampiamente l'unione poiché ritenevano che questi avrebbe giovato alla casa reale spagnola, considerando anche la prospettiva del ritorno della monarchia una volta morto Francisco Franco, allora dittatore spagnolo dal 1939. Sarà solo nel 1969 che Juan Carlos venne designato ufficialmente come successore del Caudillo, il quale lo nominò Principe di Spagna. Dal punto di vista religioso, ci furono alcuni attriti dal momento che il futuro sposo era cattolico mentre la sposa greco-ortodossa, ma alla fine fu poi raggiunto un compromesso: il matrimonio sarebbe stato costituito da tre cerimonie (cattolica, ortodossa e civile), Sofia si sarebbe convertita al cattolicesimo e avrebbe usato la forma spagnola del suo nome, Sofía. Papa Giovanni XXIII consentì le due cerimonie religiose poiché la Chiesa greco-ortodossa era la religione di stato .

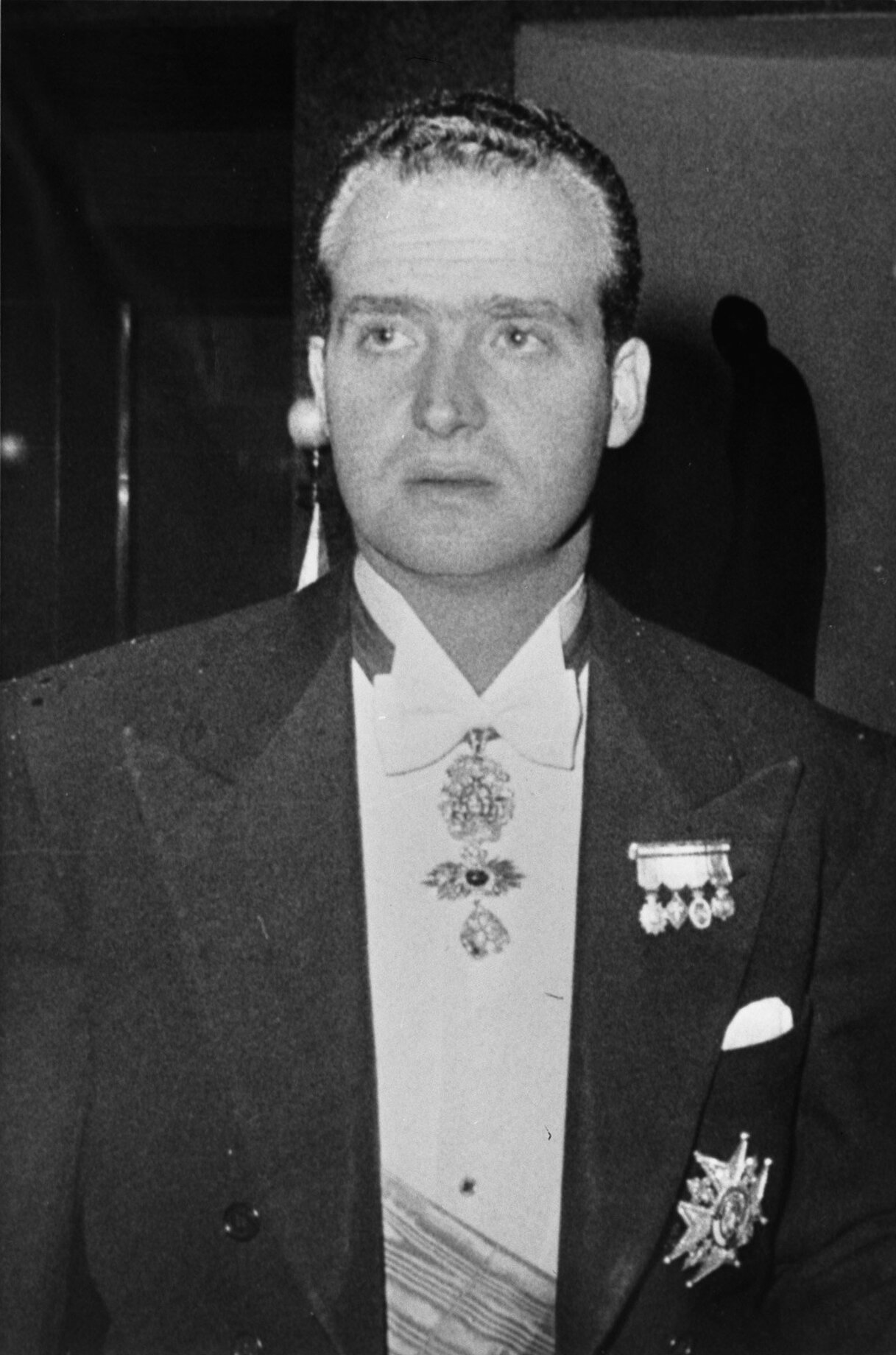
Juan Carlos, Principe delle Asturie.

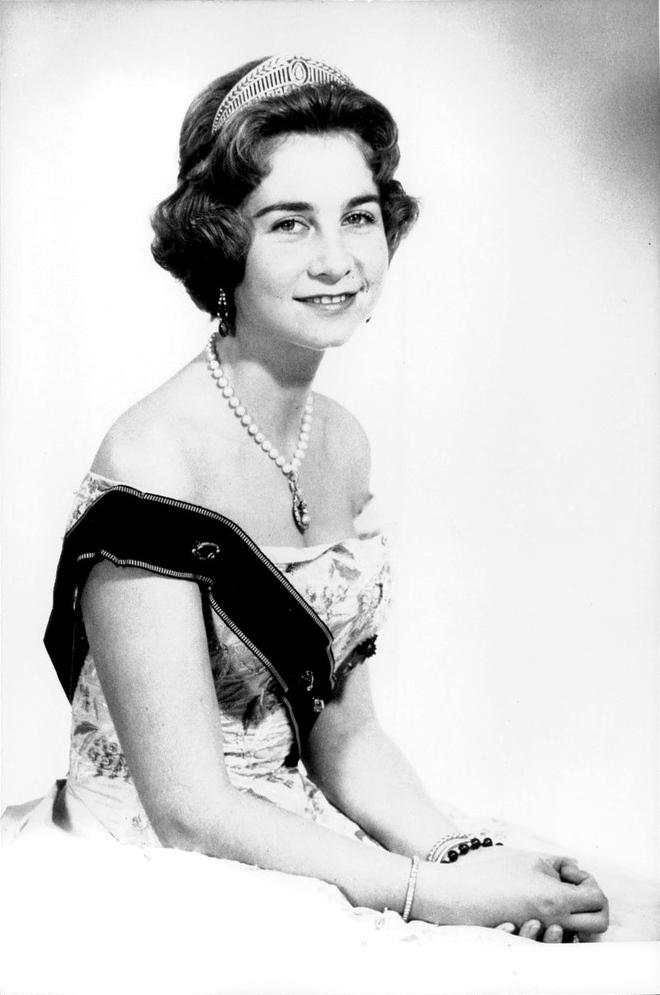
La Principessa Sofia nel 1961.

La regina Federica desiderava che lo stato greco predisponesse una dote per Sofia, tutto ciò però causò molte polemiche in Grecia . Il Parlamento approvò infine una dote di 300.000 dollari, esentasse, per la principessa. Successivamente i partiti di sinistra si astennero al voto e si disse che "hanno denunciato la pratica di concedere doti come anacronistica e barbara". I genitori della sposa, Paolo e Federica, vendettero alcuni terreni di loro proprietà, appunto per pagare la dote della figlia .

### Ballo delle nozze
Il 12 maggio 1962, due giorni prima delle nozze, si tenne un gala al Palazzo Reale di Atene, per celebrare l'imminente matrimonio; per l'occasione fu costruita una nuova ala nella residenza reale, per ospitare una nuova sala da ballo oggi chiamata "Sala dei Ricevimenti" ed è la stanza più grande dell'attuale Palazzo presidenziale. Fu anche organizzato un evento presso l'Ambasciata spagnola nella capitale greca, dove furono accolti da una alcune personalità e la comunità spagnola residente ad Atene.

## Cerimonia

### Matrimonio

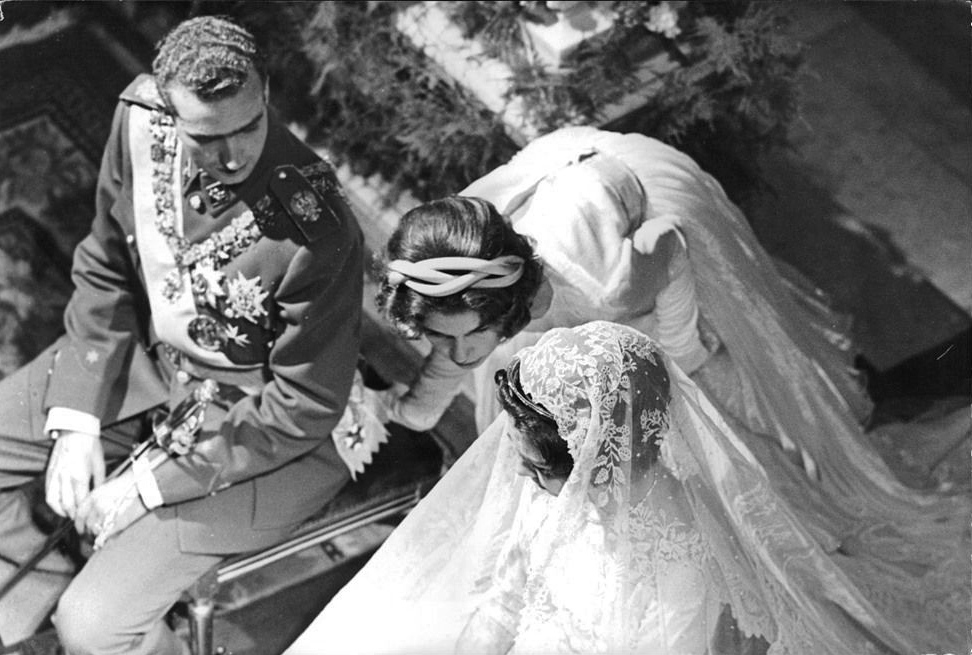
Don Juan Carlos di Spagna e Sofia di Grecia con la sorella, la principessa Irene.

Le nozze si celebrarono il 14 maggio 1962: i primi a lasciare il Palazzo Reale furono la regina Federica di Grecia ed il principe Giovanni, conte di Barcellona (padre di Juan Carlos). Li seguirono poi lo sposo Juan Carlos di Spagna accompagnato dalla madre Maria Mercedes delle Due Sicilie. Gli ultimi a lasciare la residenza reale furono la sposa Sofia ed il padre, re Paolo di Grecia, a bordo di una carrozza reale trainata da sei cavalli, seguita dal principe ereditario Costantino di Grecia, fratello della sposa, a cavallo. La prima celebrazione, quella cattolica, fu celebrata nella Cattedrale di San Dionigi l'Areopagita e fu presidiata dall'Arcivescovo di Atene, Venediktos Printesis, il quale celebrò la messa in tre lingue, in spagnolo, latino e francese . Su richiesta della sposa furono cantati i brani dell'austriaco Mozart, tratti dalla Messa dell'incoronazione . La seconda cerimonia, quella ortodossa, tenutasi alle 12:00 presso la Cattedrale Metropolitana di Atene, venne celebrata da Chysostomos II, arcivescovo di Atene e di Tutta la Grecia. 

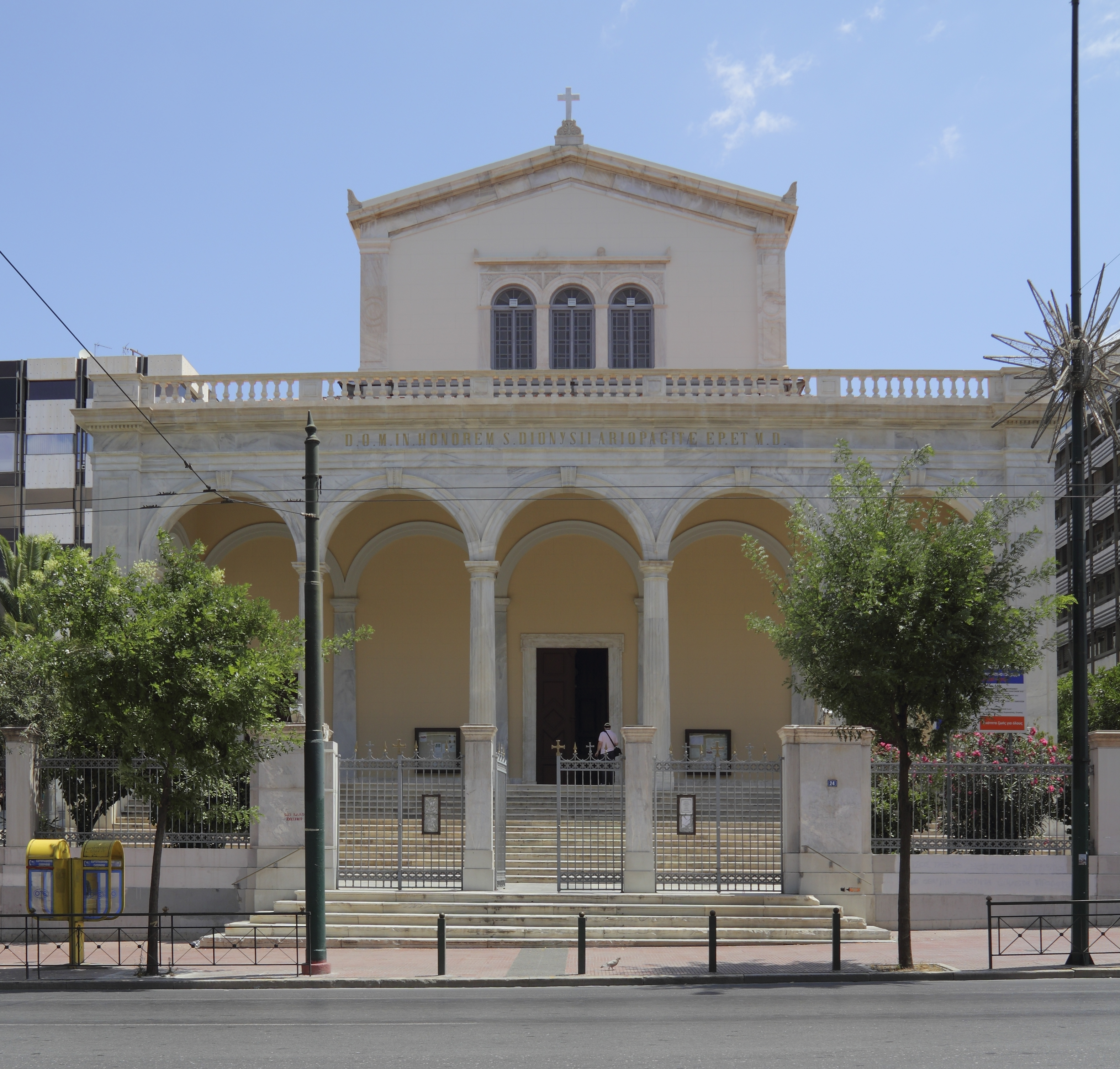
Cattedrale di San Dionigi l'Areopagita, dove venne celebrato il rito cattolico.

Durante la cerimonia, secondo la tradizione, re Paolo eseguì il rito delle due corone, poste prima sulle teste di entrambi gli sposi e poi scambiate; a sorreggere queste due corone furono il principe Costantino di Grecia, il principe Michele di Grecia, Amedeo, duca d'Aosta, Vittorio Emanuele, principe di Napoli, il duca di Noto, il principe Ludovico di Baden, don Marco Alfonso Torlonia di Civitella-Cesi ed il principe Cristiano Oscar di Hannover . Finita la celebrazione, Juan Carlos e Sofia, marito e moglie, uscirono a braccetto dalla cattedrale e, tra folla acclamante, salirono a bordo della carrozza reale sulla quale ritornarono a Palazzo Reale. Terminate le cerimonie religiose e col ritorno del corteo reale, si è svolta la cerimonia civile a Palazzo Reale.

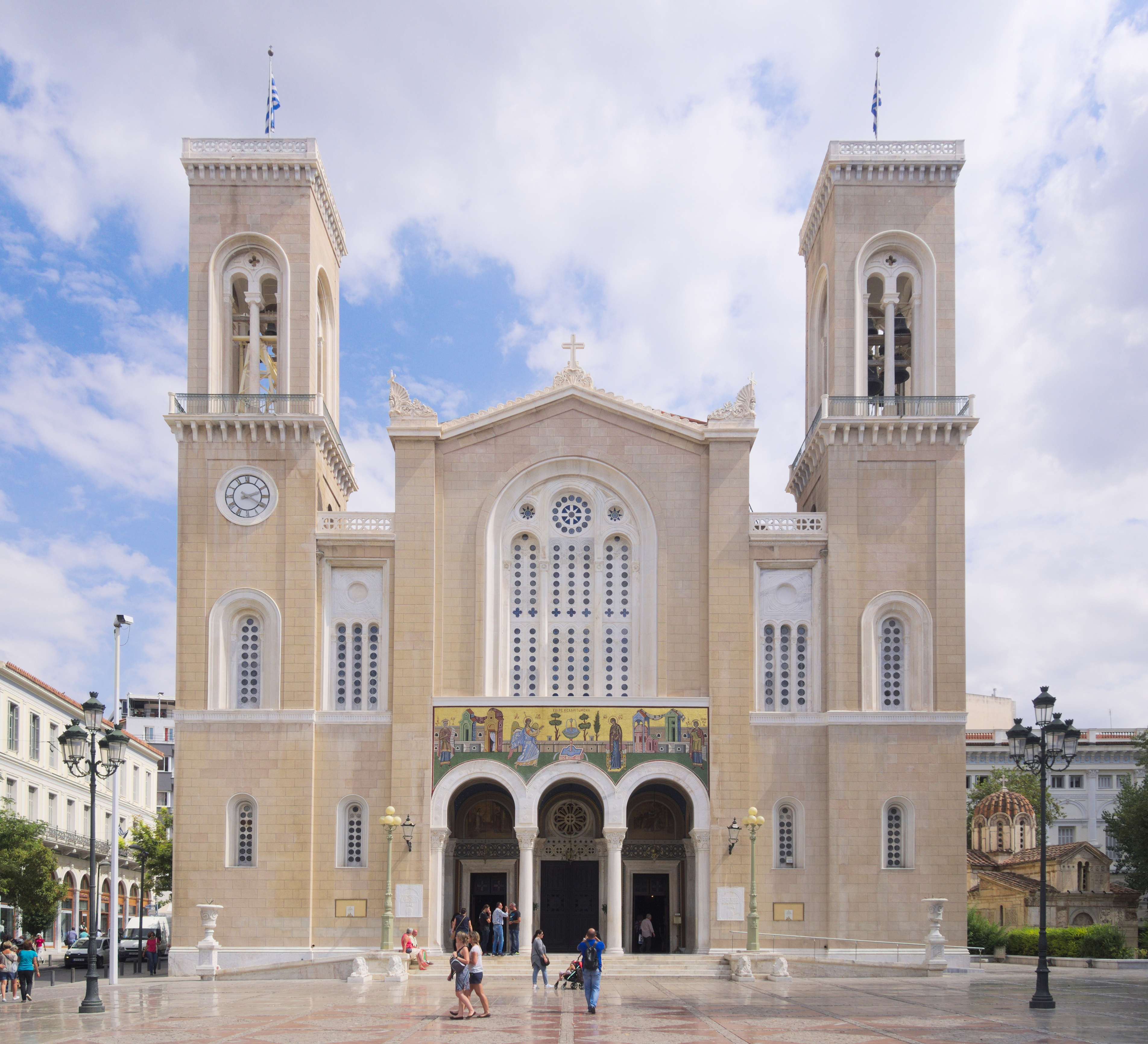
Cattedrale metropolitana di Atene, dove si svolse la celebrazione greco-ortodossa.

### Abiti
La Principessa Sofia indossò un abito di lamé bianco ed argento, ricoperto di tulle e pizzo antico con uno strascico di 5 metri, disegnato dallo stilista parigino di origine greca, Jean Dessès . Effettuò anche un corredo da 7000 sterline da Dessés. Il velo era di pizzo belga che la madre, Federica di Hannover, indossò durante il proprio matrimonio nel 1938, mentre a sormontare il velo fu la "tiara prussiana", gioiello regalato dal Kaiser Guglielmo II all'ultimogenita Vittoria Luisa, nonché duchessa di Brunswick e nonna di Sofia
Juan Carlos indossò invece la sua uniforme dell'Esercito spagnolo vestendo il collare dell'Ordine del Toson d'Oro spagnolo e dell'Ordine di Carlo III, le insegne dell'Ordine del Salvatore, dell'Ordine di San Giorgio e San Costantino, dell'Ordine di Carlo III e del Sovrano Ordine di Malta .

### Testimoni e damigelle

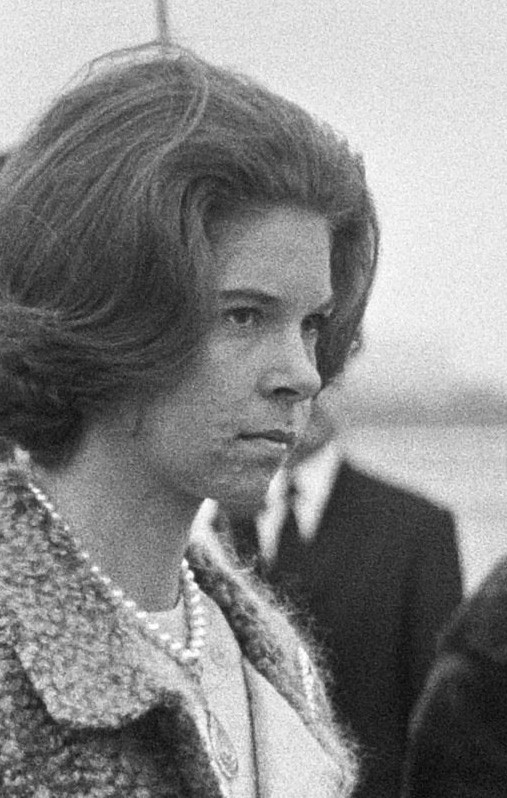
Irene di Grecia, una delle damigelle.

Il testimone del Principe Juan Carlos fu il cugino Carlo Maria, duca di Noto, mentre per la principessa Sofia erano presenti otto damigelle d'onore, tutte principesse di nascita reale:
- Principessa Irene di Grecia e Danimarca, sorella della sposa
- Infanta Pilar di Spagna, sorella dello sposo
- Principessa Anna Maria di Danimarca, lontana cugina della sposa
- Principessa Benedetta di Danimarca, lontana cugina della sposa
- Principessa Irene dei Paesi Bassi, figlia della regina Giuliana
- Principessa Alessandra di Kent, seconda cugina della sposa e lontana cugina dello sposo
- Principessa Anna d'Orléans, figlia del conte di Parigi
- Principessa Tatiana Radziwiłł, seconda cugina della sposa

### Trasmissione TV
Quando fu celebrato il matrimonio, la televisione non era ancora arrivata in Grecia, arriverà poi nel 1966, così si decise di avvalersi dei servizi dell'Unione Europea di Radiodiffusione per registrare il matrimonio, su di un nastro che fu poi inviato a Roma, da dove fu trasmesso alle emittenti del paese attraverso il canale Eurovision .

## Invitati

### Da parte dello sposo

#### Borbone-Spagna

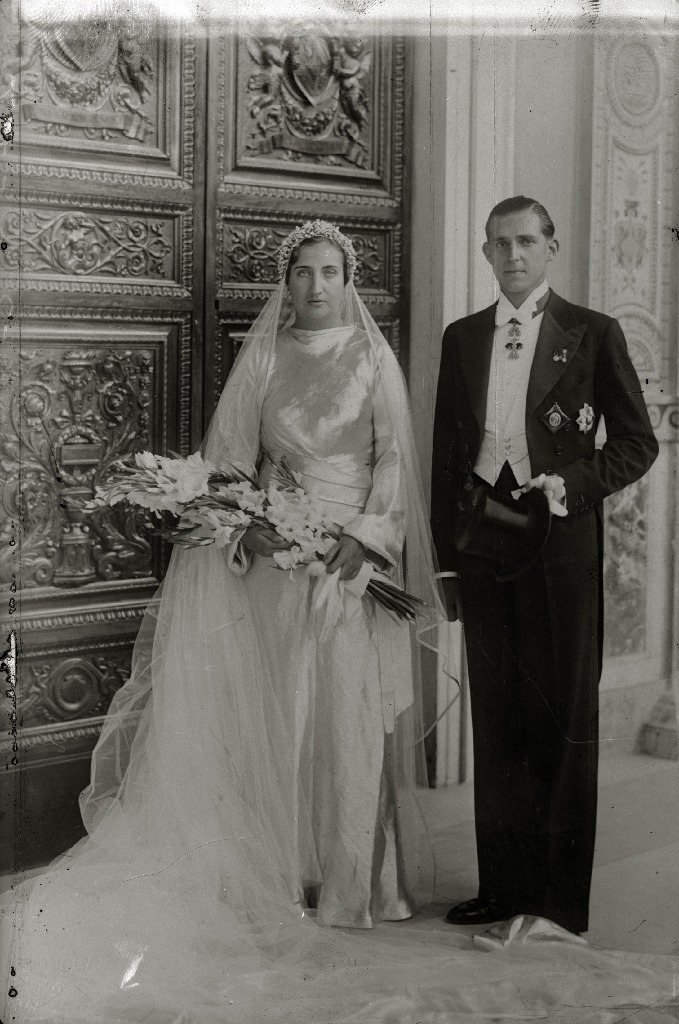
Giovanni e Maria Mercedes, i genitori di Don Juan Carlos.

- Conte e la contessa di Barcellona, genitori dello sposo
  - Infanta Pilar di Spagna, sorella dello sposo
  - Infanta Margherita di Spagna, sorella dello sposo
- Regina Vittoria Eugenia di Spagna, nonna paterna dello sposo
  - Infante Giacomo e la Duchessa di Segovia, zio paterno dello sposo
    - Don Alfonso di Borbone Dampierre, primo cugino dello sposo
    - Don Gonzalo di Borbone Dampierre, primo cugino dello sposo

  - Infanta Beatrice, principessa di Civitella-Cesi, zia paterna dello sposo
    - Don Marco Torlonia di Civitella-Cesi, primo cugino dello sposo
    - Donna Olimpia Torlonia di Civitella-Cesi, prima cugina dello sposo

  - Infanta Maria Cristina, Contessa ed il Conte di Marone Cinzano
    - Donna Giovanna Marone Cinzano e Borbone, prima cugina dello sposo
- Duca di Galliera, terzo cugino del padre dello sposo
  - Principe Alvaro d'Orléans, quarto cugino dello sposo

#### Borbone-Due Sicilie
- Duca e la Duchessa di Calabria, zii materni dello sposo
  - Duca di Noto, primo cugino dello sposo
  - Duchessa di Siracusa, prima cugina dello sposo
- Maria de los Dolores, Principessa Czartoryska, zia materna dello sposo
  - Adam Karol, Principe di Czartoryski, primo cugino dello sposo

### Da parte della sposa

#### Casa reale greca (Glücksburg)

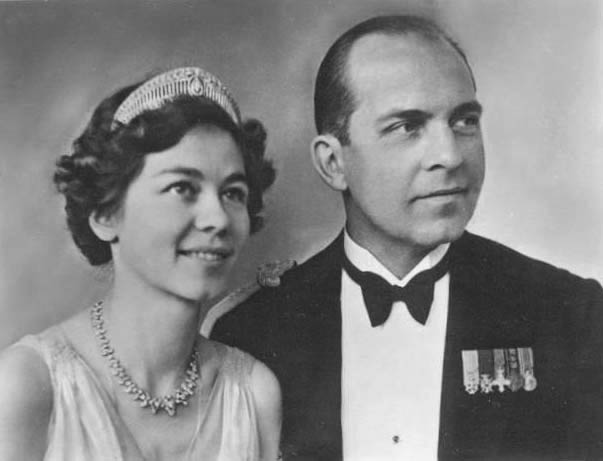
Paolo e Federica di Grecia, genitori della Principessa Sofia, la sposa.

- Re e la Regina degli Elleni, genitori della sposa
  - Costantino, Principe ereditario di Grecia, fratello della sposa
  - Principessa Irene di Grecia, sorella della sposa
- Regina Madre di Romania, zia paterna della sposa
  - Re Michele I e la Regina Anna di Romania, primo cugino della sposa
- Duchessa vedova d'Aosta, zia paterna della sposa
  - Amedeo di Savoia, Duca d'Aosta, primo cugino della sposa
- Principessa Caterina di Grecia e Danimarca, zia paterna della sposa
- Principessa Maria Bonaparte, prozia paterna acquisita della sposa
  - Principessa Eugenia, Duchessa di Castel Duino, prima cugina del padre dello sposo
    - Principessa Tatiana Radziwiłł, seconda cugina della sposa
    - Principe Jerzy Radziwiłł, secondo cugino della sposa
- Principessa Olga ed il Principe Paolo di Yugoslavia, prima cugina del padre della sposa
  - Principe Alexander e la Principessa Maria Pia di Yugoslavia
- Principessa Marina, Duchessa di Kent, prima cugina del padre della sposa (rappresentante della nipote, la regina Elisabetta II)
  - Principessa Alessandra di Kent, seconda guina della sposa
  - Principe Michael di Kent, secondo cugino della sposa
- Principessa Alice di Battenberg, prozia acquisita della sposa
  - Principessa Margherita di Hohenlohe-Langenburg, prima cugina del padre dello sposo
    - Principe di Hohenlohe-Langenburg, seconda cugina della sposa
    - Principessa Beatrice di Hohenlohe-Langenburg, seconda cugina della sposa

  - Principessa Teodora di Grecia, Mangravia di Baden, prima cugina del padre della sposa
    - Principessa Margarita ed il Principe Tomislavo di Yugoslavia, seconda cugina della sposa
    - Principe Ludovico di Baden, secondo cugino della sposa

  - Principe Michele di Grecia e Danimarca, primo cugino del padre della sposa

#### Casa di Hannover
- Principe e la Principessa di Hannover, zii materni della sposa
- Principe Giorgio Guglielmo e la Principessa Sofia di Hannover, zio e zia, oltre che cugina del padre, materni della sposa
  - Principe Carlo d'Assia, secondo cugino della sposa
- Principe Cristian Oscar di Hannovar, zio materno della sposa
- Principe Guelfo Enrico di Hannover, zio materno della sposa

### Altri invitati reali

#### Case regnanti
- Regina di Danimarca (rappresentante del marito, il Re di Danimarca)
  - Principessa Margherita di Danimarca
  - Principessa Benedetta di Danimarca
  - Principessa Anna Maria di Danimarca
- Principe e la Principessa di Liechtenstein
- Granduca e la Granduchessa ereditaria di Lussemburgo (rappresentante della Granduchessa di Lussemburgo)
- Principe Ranieri III e la Principessa Grace di Monaco
- Regina ed il Principe consorte dei Paesi Bassi
  - Principessa Beatrice dei Paesi Bassi
  - Principessa Irene dei Paesi Bassi
  - Principessa Margherita dei Paesi Bassi
- Re Olav V di Norvegia
- Duchessa Sibilla di Västerbotten (rappresentante del Re di Svezia)
  - Principessa Margherita di Svezia
  - Principessa Désirée di Svezia
  - Principessa Cristina di Svezia
- Conte Louis Mountbatten di Burma

#### Case reali non regnanti
- Duca Franz di Baviera
- Principe Pedro Gastão e la Principessa Maria d'Orléans-Braganza, zii materni della sposa
  - Principessa Maria da Glória d'Orléans-Braganza, prima cugina dello sposo
- Principe Luiz d'Orléans-Braganza
- Conte Enrico e la Contessa Isabella di Parigi
  - Principessa Anna d'Orléans
  - Principessa Claudia d'Orléans
- Langravio Filippo d'Assia
  - Principe Enrico d'Assia-Kassel
- Re Umberto II di Savoia e la Regina Maria José d'Italia
  - Principe Vittorio Emanuele di Savoia, Principe di Napoli
  - Principessa Maria Gabriella di Savoia
  - Principessa Maria Beatrice di Savoia
- Principessa Maria Cristina d'Aosta
- Duca e la Duchessa d'Ancona
- Granduca e la Granduchessa ereditaria di Mecleburgo-Schwerin
- Duca Roberto Ugo di Parma
- Principe Carlo Ugo di Borbone-Parma
- Principessa Margherita di Borbone-Parma
- Duca e la Duchessa di Braganza 
  - Principe Duarte Pio di Beira
- Duca Filippo Alberto e la Duchessa Rosa di Württemberg
  - Duca e la Duchessa ereditaria di Württemberg

### Altre personalità
- Duchessa d'Alba
- Don Felipe José Abàrzuza y Oliva, Ministro della Marina Spagnola (rappresentante del Gen. Francisco Franco)
- Marchese e la Marchesa di Blandford
- Aristotele Onassis

## Dopo le nozze

### La vita come Infanta e Regina
Col matrimonio Sofia assunse il titolo di Principessa delle Asturie, ovvero principessa ereditaria; nel 1969 il Generalissimo Francisco Franco nominò Juan Carlos quale Principe di Spagna, titolo che gli dava il diritto a divenire Capo di stato spagnolo una volta che il Caudillo sarebbe morto, cosa che accadde nel 1975. Sofia da principessa divenne Regina di Spagna fino all'abdicazione del marito Juan Carlos, avvenuta il 19 giugno 2014, dopo quasi trentanove anni di regno. Sofia e Juan Carlos vivono ufficialmente separati dal 2020, quando l'ex re lasciò il paese a seguito delle accuse di corruzione .
La coppia ebbe tre figli:
- Infanta Elena, Duchessa di Lugo
- Infanta Cristina, Duchessa di Palma de Mallorca
- Filippo VI, Re di Spagna

### Successivi matrimoni
Essendo stati invitati, per le nozze, numerosi giovani principi e principesse, pochi anni dopo furono celebrati alcuni matrimoni di reali che si conobbero all'unione di Juan Carlos e Sofia. Fra queste:
- Principe Carlo Ugo di Borbone-Parma e la Principessa Irene dei Paesi Bassi, sposati il 29 aprile 1964, divorziati nel 1981.
- Principe Amedeo, Duca d'Aosta e la Principessa Claudia d'Orléans, sposati il 22 luglio 1964, divorziati nel 1982.
- Principe ereditari Costantino di Grecia e la Principessa Anna Maria di Danimarca, sposati il 18 settembre 1964.
- Principe Carlo, Duca di Noto e la Principessa Anna d'Orléans, sposati il 12 maggio 1965.

## Voci collaterali
- Spagna franchista
- Regno di Grecia
- Francisco Franco
- Casa reale greca
- Borbone-Spagna
- Juan Carlos di Spagna
- Sofia, regina di Spagna
- Linea di successione al trono di Spagna